# Arias (obispo de Oviedo)
Arias Cromaz ( m. en 1098 en Corias, Cangas del Narcea) fue un religioso benedictino asturiano que fue el primer abad del monasterio de Corias y, posteriormente, obispo de Oviedo.

## Vida
Fue el primer abad del monasterio de Corias, fundado en 1032 por sus parientes el conde Piniolo Jiménez y su esposa Aldonza Muñoz en cuyo palacio vivió como clérigo hasta su nombramiento como abad en 1043. Gobernó dicho monasterio hasta que el 18 de julio de 1073 el rey Alfonso VI de León lo eligió obispo de Oviedo.  Le sucedió como abad del monasterio Munio Ectaz y Arias, a su vez, sucedía al anciano obispo Froilán en la mitra ovetense.  Su consagración tuvo lugar el 18 de julio de 1073 en León, durante la celebración de la reconstrucción de la catedral de la ciudad por el obispo Pelayo Tedóniz.
Aprovechando la presencia del rey en Oviedo, el obispo reunió en la catedral a toda la corte y después de ayunos y oraciones se procedió a abrir el Arca Santa que contenía las reliquias que se habían traído del el Monsacro, hicieron un minucioso inventario de lo que contenía, se levantó un acta que firmaron el rey, las infantas y demás personajes presentes. Coincidiendo con la apertura del Arca Santa, el rey cedió a la iglesia de Oviedo la mandación entera de Langreo. Posteriormente los habitantes de Langreo pleitaron con el obispado alegando que estaban exentos de pagar tributos, aunque después renunciaron a sus pretensiones y reconocieron el dominio de la iglesia de Oviedo de los citados bienes.
Durante su pontificado, la noble Gontrodo Gundemáriz, hija del conde Gundemaro Pinióliz, en su testamento otorgado el 2 de febrero de 1075 dono a la sede ovetense y a su obispo el monasterio de San Salvador de Tol o de Taule y otro que estaba bajo la advocación de Santa Marina que se encontraba cerca de la iglesia de San Tirso. Había también junto a esta iglesia otro monasterio que estaba bajo la advocación de santa Águeda. La donación de Gontrodo también la confirma el obispo anterior, Froilán, que mantuvo el título de prelado hasta su muerte a pesar de haber dejado de ocupar la sede.
El obispo Arias siguió acrecentando los bienes de la iglesia de Oviedo con la incorporación de las posesiones que el obispo de Astorga tenía en el actual barrio de gijonés del Natahoyo. También durante su prelatura, la iglesia de Oviedo se vio beneficiada por varias donaciones, entre ellas, la [abadía de San Andrés de Espinareda]] y otros bienes en El Bierzo y Somiedo, así como Luerces, Santa María de Corbeli, Santa Eulalia de las Dorigas, Sevares, Piantón, San Antolín de Orna, Trevías y Vega de Rengos.
En el año 1083 consagró una iglesia de Santiago en el concejo de Cangas de Tineo que fue fundada por el obispo Froilán.
EL obispo Arias asistió a varios concilios.  El primero fue en la ciudad de Burgos en 1080.  Después, a  finales de abril o principios de mayo de 1088 participó en el concilio de Husillos donde se fijaron los límites de las diócesis de Burgos y Osma y se eligieron nuevos prelados, entre ellos, los obispos de Orense, Coímbra, Nájera y el de Iria-Compostela. También es posible que haya estado presente en el concilio que tuvo lugar en León en 1090 coincidiendo con los funerales del rey García II de Galicia.
La última vez que aparece en la documentación como obispoo fue el 2 de septiembre de 1093, antes de retirarse en 1094 en el monasterio de Corias donde vivió unos cuatro años hasta su defunción en 1098.
| Predecesor: Froilán | Obispo de Oviedo 1073-1094 | Sucesor: Martín I |